# Titidius longicaudatus
Titidius longicaudatus är en spindelart som beskrevs av Cândido Firmino de Mello-Leitão 1943. Titidius longicaudatus ingår i släktet Titidius och familjen krabbspindlar. Inga underarter finns listade i Catalogue of Life.